# Circonscription de Macquarie

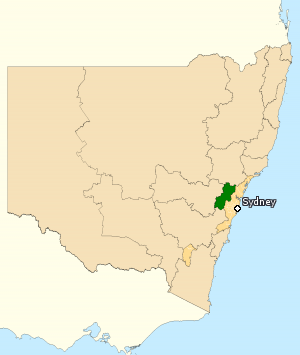
La circonscription de Macquarie (en vert) à l'ouest de Sydney (en beige) en Nouvelle-Galles du Sud.

La circonscription de Macquarie est une circonscription électorale australienne située dans l'État de Nouvelle-Galles du Sud. Elle se trouve à l'ouest de Sydney et comprend une grande partie des zones d'administration locale des Montagnes Bleues et de Hawkesbury.
La circonscription a été créée en 1901 et est l'une des 75 circonscriptions de la première élection fédérale. Elle porte le nom de Lachlan Macquarie qui fut gouverneur de Nouvelle-Galles du Sud de 1810 à 1821. C'est une circonscription très disputée. Son député le plus célèbre fut Ben Chifley qui fut premier ministre de 1945 à 1949.

## Députés
| Nom              | Parti                       | Période de mandat |
| ---------------- | --------------------------- | ----------------- |
| Sydney Smith     | Free Trade, Anti-Socialiste | 1901-1906         |
| Ernest Carr      | Travailliste                | 1906–1916         |
| Ernest Carr      | Nationaliste                | 1916-1917         |
| Samuel Nicholls  | Travailliste                | 1917–1922         |
| Arthur Manning   | Nationaliste                | 1922-1928         |
| Ben Chifley      | Travailliste                | 1928–1931         |
| John Lawson      | United Australia            | 1931–1940         |
| Ben Chifley      | Travailliste                | 1940–1951         |
| Anthony Luchetti | Travailliste                | 1951–1975         |
| Reg Gillard      | Libéral                     | 1975–1980         |
| Ross Free        | Travailliste                | 1980–1984         |
| Alasdair Webster | Libéral                     | 1984–1993         |
| Maggie Deahm     | Travailliste                | 1993–1996         |
| Kerry Bartlett   | Libéral                     | 1996–2007         |
| Bob Debus        | Travailliste                | 2007–2010         |
| Louise Markus    | Libéral                     | 2010–en cours     |